# Mražená zoo
Termín mražená zoo označuje skladovací zařízení, ve kterém jsou shromažďovány (převážně) zvířecí genetické materiály (jako DNA, sperma, vejce, embrya a živé tkáně). Jsou udržovány v nádržích s kapalným dusíkem při velmi nízkých teplotách. V budoucnosti budou moci být použity jako materiál pro kmenové buňky (viz kryoprezervace). Pokud zařízení uchovává i rostlinné materiály, jsou zde skladována obvykle semena (podobně jako semenné banky).
Cílem mražených zoo je zachovat do budoucnosti informace genetického materiálu, ochrana ohrožených druhů a možnost využít některé druhy, které by například v důsledku globálního oteplování mohly být adaptovány na chladnější, mokřejší nebo zásaditější prostředí.

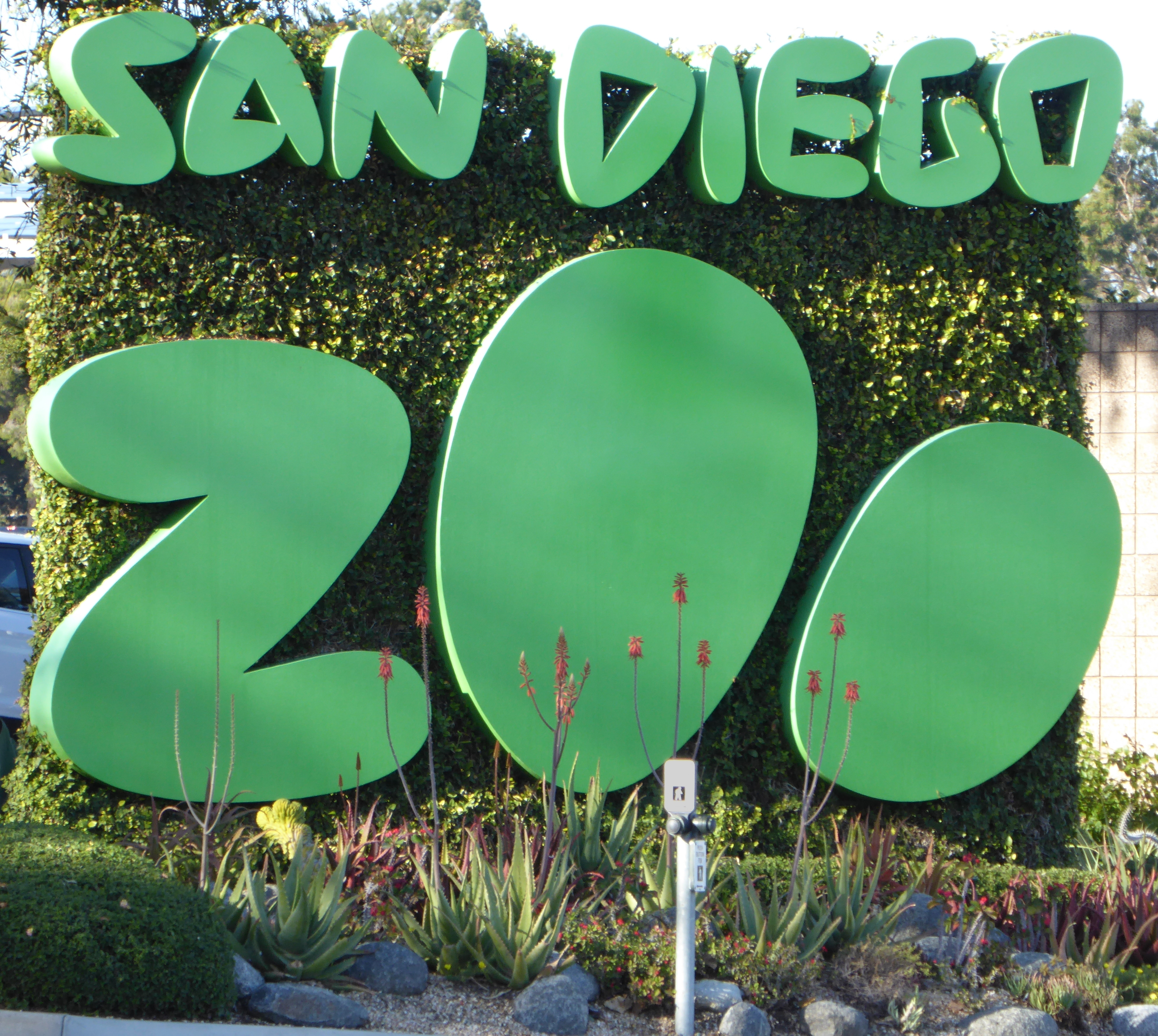
San Diego Zoo, nejznámější mražená zoo, se snaží mimo jiné přispět do debaty o konzervaci druhů vnitrodruhových prostředků komunikace a evolučních a rozmnožovacích strategií.

Mražená zoo jako ta v San Diegu a výzkumné programy jako Audubon Center for Research of Endangered Species zmrazují biologické vzorky s cílem udržet biodiversitu nebo pro pozdější možnost obnovit vyhynulý druh. Tímto způsobem se podařilo v roce 1999 naklonovat  vakovlka tasmánského, v roce 2009 bylo zase nahlášeno (s neúplným přijetím u vědecké obce) rozluštění genomu mamuta srstnatého.
V Centru výzkumu konzervace v San Diegu skladují vzorky při teplotě −196 °C, a to již od roku 1976. Dosud shromáždili 8400 vzorků 800 druhů a poddruhů. Mražené zoo při Centru výzkumu konzervace v San Diegu podporuje také další podobné projekty jako Frozen Ark . Celkový počet mražených zoo ale nebude více než 20. 

## Zakládání mražených zoo
Jako materiál pro mraženou zoo lze využít vzorky samčího spermatu, odebrané za života nebo po smrti jedince. Samičí buňky - oocyty - lze odebírat s využitím hormonálně stimulačních metod. Některé mražené zoo nechávají samčí a samičí buňky před zamražením splynout, neboť se zjistilo, že vzniklá zygota lépe odolává podmínkám kryoprezervace.  Zoo také někdy shromažďují buňky kůže některých vyhynulých či ohrožených druhů. Scripps Research Center již dokázalo tyto buňky přeměnit na pluripotentní (schopné vytvořit více typů buněk). Se současnými znalostmi je možné z buněk kůže vypěstovat i vajíčka a sperma.

## Budoucnost biologického materiálu
Materiál může být skladován pouze dočasně, pak ho lze použít k umělému oplodnění, přenosu embryí, oplodnění ve zkumavce či klonování. Moderní technologie také umožňuje genetickou manipulaci zvířat bez toho, aby byla chována v zajetí. Za použití takových metod ovšem existuje riziko, že si druh kontakt s přírodou dostatečně neosvojí